# Лазорко Михайло
Миха́йло Лазо́рко (5 листопада 1879, Городенка — 14 грудня 1958,
Ванкувер) — український кооперативний і громадський діяч. Батько ентомолога Володимира Лазорка.

## Біографія
Один з організаторів українського купецтва у Львові. З 1896 року довгий час працював у різних структурах кооперативу «Народна торгівля». У 1901 році закінчив вищі торговельні курси при ньому.
Наприкінці Другої світової війни перебрався до Інсбруку (Австрія). Консультував фінансово-господарську діяльність братства св. Андрея.
У 1951 емігрував до Канади, де помер.